# SEAC
SEAC (Standards Eastern Automatic Computer o Standards Electronic Automatic Computer) fue una computadora electrónica de primera generación, construida en 1950 en los Estados Unidos por el Instituto Nacional de Estándares y Tecnología (National Bureau of Standards, NBS). Inicialmente fue llamada National Bureau of Standards Interim Computer, porque se trataba de una pequeña computadora diseñada para ser construida rápidamente para ponerse en funcionamiento, mientras que el NBS esperaba la construcción de una computadora más potente (la DYSEAC). 
SEAC se mostró en abril de 1950, y en mayo de ese mismo año entró en plena producción, por lo que fue la primera computadora totalmente funcional con programa almacenado en memoria en los Estados Unidos.

## Descripción
SEAC estaba basada en EDVAC y utilizaba alrededor de 747 tubos de vacío, lo que era un número bastante modesto para la época. Eventualmente se expandió a 1.500 tubos. 
Tenía 10.500 diodos de germanio que constituía toda la lógica de la máquina, luego fue expandida a 16.000 diodos. Fue la primera computadora en basar casi toda su lógica en dispositivos de estado sólido. Los tubos era utilizados para taread de amolificación y negación, y para la memoria, que estaba constituida por latches dinámicos. La máquina tenía 64 líneas de delay acústicas en las que guardaba  512 palabras de 45 bits cada una, es decir, 2.880 Bytes (2.8k) o 23.040 bits. La señal de reloj fue dejada baja (1 MHz)
El set de instrucciones constaba de 11 tipos de instrucciones: Suma de coma fija, resta, multiplicación y división; comparación y entrada/salida. Se expandió a 16 instrucciones.
La suma tardaba 864 microsegundos y la multiplicación tardaba 2.980 microsegundos (cercano a los 3 milisegundos) 
La máquina central pesaba 1.4 Toneladas.

## Aplicaciones
En algunas ocasiones, SEAC era usada a través de un teletipo remoto. Esto la convirtió en una de las primeras computadoras en ser usadas remotamente. Con algunas modificaciones, fue utilizada hasta el año 1964. Algunos de los problemas para los que se utilizó fueron: 
- Fotografía digital
- Meteorología
- Programación lineal
- Lentes ópticos
- Un programa para el Laboratorio nacional de Los Álamos
- Tablas de navegación de LORAN
- Estadística
- Trabajos sore el átomo del Helio
- El diseño se un Sincrotrón de protones